# Saison 2 de Beauty and the Beast
Chronologie
Saison 1 Saison 3
Cet article présente les vingt-deux épisodes de la deuxième saison de la série télévisée américaine Beauty and the Beast.

## Synopsis
Vincent, qui a été capturé par un groupe du FBI, a perdu la mémoire. L'homme qui a créé les bêtes et qui a également effacé la mémoire de Vincent est le père de Catherine! Il lui a effacé la mémoire pour faire de lui un meilleur soldat, à présent il traque et tue les bêtes pour recouvrer sa liberté. Lorsque Cathy le retrouve Vincent ne la reconnaît pas. Tous deux accompagnés de leurs amis tentent désespérément de faire recouvrer la mémoire à Vincent. 
Vincent a aussi de plus en plus de mal à réprimer ses pulsions bestiales et retombe petit à petit amoureux de la belle détective. Désormais Vincent veut avoir un avenir avec elle. Mais celui qui tente d'effacer l'existence des bêtes laissera-t-il Vincent s'en tirer à si bon compte?

## Distribution

### Acteurs principaux
- Kristin Kreuk (VF : Laura Blanc) : Catherine Chandler
- Jay Ryan (VF : Axel Kiener) : Vincent Keller
- Nina Lisandrello (en) (VF : Sophie Riffont) : Tess Vargas
- Austin Basis (VF : Taric Mehani) : J. T. Forbes
- Sendhil Ramamurthy (VF : Stéphane Fourreau) : Gabe Lowan

### Acteurs récurrents
- Nicole Anderson (VF : Adeline Chetail) : Heather Chandler, jeune sœur de Catherine
- Ted Whittall (VF : Tony Joudrier) : l'agent Bob Reynolds
- Amber Skye Noyes (VF : Adeline Moreau) : Tori Windsor[1]
- Elisabeth Röhm (VF : Anne Dolan) : l'agent Dana Landon [2]
- Tom Everett Scott (VF : Damien Boisseau) : Sam Landon[3]
- Anthony Ruivivar (VF : Luc Boulad) : l'agent Knox

### Acteurs invités
- Blair Redford (VF : Donald Reignoux) : Zach[4] (épisode 5)
- Paul Johansson : Kurt Windsor[5](épisode 6)
- Christopher Heyerdahl : Dr Nicholas Markus[6](épisode 14)
- Annie Ilonzeh : Beth[4] (épisodes 5 et 21)

### Diffusions
Au Canada, elle est diffusée le dimanche à 20 h, soit 25 heures avant sa diffusion aux États-Unis.
Aux États-Unis, après la diffusion du 10 mars 2014, la série prend une pause pour reprendre le 2 juin.

## Liste des épisodes

### Épisode 1:Qui suis-je?
- Canada : 6 octobre 2013 sur Showcase[9]
- États-Unis : 7 octobre 2013 sur The CW[10]
- France :14 décembre 2014 sur W9[11]
- Québec : 2 février 2015 sur Ztélé

- États-Unis : 860 000 téléspectateurs[12] (première diffusion)

Trois mois ont passé depuis les événements de la saison 1... Catherine et JT recherchent toujours activement Vincent. Gabe Lowan remplace l'ancien commandant de police, parti à cause de son obstination de trouver le meurtrier de son frère. Et oui, Gabe a été réanimé par Catherine à la fin de la saison 1 et est donc bel et bien vivant. Il a accepté le poste de commandant de police pour aider Catherine, apparemment, il n'a plus de souci avec son côté bestial...

### Épisode 2:Kidnapping
- Canada : 13 octobre 2013 sur Showcase
- États-Unis : 14 octobre 2013 sur The CW
- France : 14 décembre 2014 sur W9[11]
- Québec : 9 février 2015 sur Ztélé

- États-Unis : 900 000 téléspectateurs[13] (première diffusion)

### Épisode 3:L'Art du mensonge
- Canada : 20 octobre 2013 sur Showcase
- États-Unis : 21 octobre 2013 sur The CW
- France : 14 décembre 2014 sur W9[11]
- Québec : 16 février 2015 sur Ztélé

- États-Unis : 820 000 téléspectateurs[14] (première diffusion)

### Épisode 4:L'Enfer des flammes
- Canada : 27 octobre 2013 sur Showcase
- États-Unis : 28 octobre 2013 sur The CW
- France : 14 décembre 2014 sur W9[11]
- Québec : 23 février 2015 sur Ztélé

- États-Unis : 830 000 téléspectateurs[15] (première diffusion)

### Épisode 5:Frères d'armes
- Canada : 3 novembre 2013 sur Showcase
- États-Unis : 4 novembre 2013 sur The CW
- France : 21 décembre 2014 sur W9[11]
- Québec : 2 mars 2015 sur Ztélé

- États-Unis : 680 000 téléspectateurs[16] (première diffusion)

### Épisode 6:Les Liens du sang
- Canada : 10 novembre 2013 sur Showcase
- États-Unis : 11 novembre 2013 sur The CW
- France : 21 décembre 2014 sur W9[11]
- Québec : 9 mars 2015 sur Ztélé

- États-Unis : 750 000 téléspectateurs[17] (première diffusion)

- Skye Noyes (Tori)
- Paul Johansson (Kurt)

### Épisode 7:Marché de dupes
- Canada : 17 novembre 2013 sur Showcase
- États-Unis : 18 novembre 2013 sur The CW
- France : 21 décembre 2014 sur W9[11]
- Québec : 16 mars 2015 sur Ztélé

- États-Unis : 680 000 téléspectateurs[18] (première diffusion)

- Skye Noyes (Tori)

Catherine accepte l'invitation à dîner avec son père pour Thanksgiving. Elle vient avec Vincent, le présentant ainsi à son père, celui qui a détruit la vie de Vincent ces derniers mois en le forçant à chasser et tuer d'autres hommes comme lui.
Gabe et Tori se joignent aux festivités lorsqu'il doit apporter des informations à Catherine.

### Épisode 8:L'Heure de vérité
- Canada : 24 novembre 2013 sur Showcase
- États-Unis : 25 novembre 2013 sur The CW
- France : 21 décembre 2014 sur W9[11]
- Québec : 23 mars 2015 sur Ztélé

- États-Unis : 740 000 téléspectateurs[19] (première diffusion)

Après avoir découvert que le père de Catherine est derrière tous les assassinats, Vincent se rend chez Tori et tombe dans le piège tendu par l'incendiaire. Il incite Tori à faire ressortir sa bête, les deux ensemble ayant une mince chance de s'en sortir.

### Épisode 9:Bas les masques
- Canada : 12 janvier 2014 sur Showcase
- États-Unis : 13 janvier 2014 sur The CW
- France : 28 décembre 2014 sur W9[11]
- Québec : 30 mars 2015 sur Ztélé

- États-Unis : 710 000 téléspectateurs[20] (première diffusion)

Après que Vincent ait choisi de tenter de tuer le père de Catherine, les choses semblent plutôt claires. Il est blessé et la blessure ne se referme pas. Avec Tori, il fait irruption chez JT et lui demande de récupérer des produits à l'hôpital.
Le FBI remet en cause la version de Catherine et son père lorsqu'ils découvrent la balle qui a transpercé Vincent de part en part.
En même temps, Tori reçoit un appel d'une firme qui exige qu'elle vienne signer la vente d'un bien ou sinon ils révèlent ce qu'était son père.

### Épisode 10:L’Émeraude
- Canada : 19 janvier 2014 sur Showcase
- États-Unis : 20 janvier 2014 sur The CW
- France : 28 décembre 2014 sur W9[11]
- Québec : 7 avril 2015 sur Ztélé

- États-Unis : 740 000 téléspectateurs[21] (première diffusion)

Le FBI se rapproche de la police de New York pour infiltrer un gang de voleurs. La voleuse a été tuée et personne du gang ne la connaît. L'agent explique pourquoi elle fait confiance a Catherine : cette dernière accepte de prendre le risque malgré les objections de Gabe et de Tess.
JT a été attaqué chez lui. Vincent et Tori découvrent alors que des hommes ont volé le bracelet trouvé avec le squelette. Vincent tente de remonter jusqu'à l'un des voleurs et tombe sur Catherine en pleine opération. Tori croit qu'il n'a pas coupé les ponts et s'en va.
Catherine découvre un étrange squelette de "bête" et le ramène à JT pour qu'il l'examine.

### Épisode 11:Prise d'otages
- Canada : 26 janvier 2014 sur Showcase
- États-Unis : 27 janvier 2014 sur The CW
- France : 28 décembre 2014 sur W9[11]
- Québec : 14 avril 2015 sur Ztélé

- États-Unis : 820 000 téléspectateurs[22] (première diffusion)

Vincent et Tori tentent de débusquer les gens qui cherchent des informations sur leur espèce. Ils se servent du collier que Vincent a volé à l'ambassade de Russie et s'affichent dans toutes les feuilles de choux. Cela force Catherine, Gabe et Tess d'aller les voir et d'arrêter Tori alors qu'ils étaient sur le point de tendre le traquenard.

### Épisode 12:Le Sérum
- Canada : 2 février 2014 sur Showcase
- États-Unis : 3 février 2014 sur The CW
- France : 28 décembre 2014 sur W9[11]
- Québec : 21 avril 2015 sur Ztélé

- États-Unis : 930 000 téléspectateurs[23] (première diffusion)

JT se fait kidnapper en croyant aller dans son laboratoire après avoir gagné une bourse.

### Épisode 13:La Confusion des sentiments
- Canada : 9 février 2014 sur Showcase
- États-Unis : 10 février 2014 sur The CW
- France : 4 janvier 2015 sur W9[11]
- Québec : 28 avril 2015 sur Ztélé

- États-Unis : 740 000 téléspectateurs[24] (première diffusion)

### Épisode 14:En quarantaine
- Canada : 16 février 2014 sur Showcase
- États-Unis : 17 février 2014 sur The CW
- France : 4 janvier 2015 sur W9[11]
- Québec : 5 mai 2015 sur Ztélé

- États-Unis : 770 000 téléspectateurs[25] (première diffusion)

### Épisode 15:Insaisissable
- Canada : 2 mars 2014 sur Showcase
- États-Unis : 3 mars 2014 sur The CW
- France : 4 janvier 2015 sur W9[11]
- Québec : 12 mai 2015 sur Ztélé

- États-Unis : 870 000 téléspectateurs[26] (première diffusion)

### Épisode 16:Des hommes d'influence
- Canada : 9 mars 2014 sur Showcase
- États-Unis : 10 mars 2014 sur The CW
- France : 4 janvier 2015 sur W9[11]
- Québec : 19 mai 2015 sur Ztélé

- États-Unis : 800 000 téléspectateurs[27] (première diffusion)

### Épisode 17:Les chemins de la liberté
- États-Unis : 2 juin 2014 sur The CW[28]
- France : 11 janvier 2015 sur W9[11]
- Québec : 26 mai 2015 sur Ztélé

- États-Unis : 1,06 million de téléspectateurs[29] (première diffusion)

### Épisode 18:Le chat et la souris
- États-Unis : 9 juin 2014 sur The CW
- France : 11 janvier 2015 sur W9[11]
- Québec : 2 juin 2015 sur Ztélé

- États-Unis : 870 000 téléspectateurs[30] (première diffusion)

### Épisode 19:Cendrillon
- États-Unis : 16 juin 2014 sur The CW
- France : 11 janvier 2015 sur W9[11]
- Québec : 9 juin 2015 sur Ztélé

- États-Unis : 760 000 téléspectateurs[31] (première diffusion)

Heather est de retour à New York avec une grande nouvelle, mais Catherine est trop occupée avec l'affaire de Vincent.

### Épisode 20:La Parenthèse
- États-Unis : 23 juin 2014 sur The CW
- France : 18 janvier 2015 sur W9[11]
- Québec : 16 juin 2015 sur Ztélé

- États-Unis : 750 000 téléspectateurs[32] (première diffusion)

### Épisode 21:La Rage au ventre
- États-Unis : 30 juin 2014 sur The CW
- France : 18 janvier 2015 sur W9[11]
- Québec : 23 juin 2015 sur Ztélé

- États-Unis : 840 000 téléspectateurs[33] (première diffusion)

### Épisode 22:La Ligne Rouge
- États-Unis : 7 juillet 2014 sur The CW
- France : 18 janvier 2015 sur W9[11]
- Québec : 30 juin 2015 sur Ztélé

- États-Unis : 760 000 téléspectateurs[34] (première diffusion)